# 行政長官選舉管理委員會
行政長官選舉管理委員會（葡萄牙語：Comissão de Assuntos Eleitorais do Chefe do Executivo，簡稱選管會）是中華人民共和國澳門特別行政區政府設立的法定獨立機構，負責籌備、監察及管理澳門行政長官選舉的具體事務。選管會依據第3/2004號法律《行政長官選舉法》成立，其主要職能包括審查候選人與選舉委員會成員資格、監察選舉過程是否合法合規、處理選舉投訴及違規行為、公布選舉日程與結果等。
選管會由行政長官根據法律委任5名成員組成，其中1人為主席，現任主席為終審法院院長宋敏莉。該委員會的工作由行政公職局提供行政支援，並設有獨立的官方網站以公佈各項選務資訊。

## 沿革
行政長官選舉管理委員會的設立，與《行政長官選舉法》密切相關。該法於2004年3月通過（第3/2004號法律），首次明文規範該委員會的組織架構與職能，自此正式成立選管會，開始監督第 2004年行政長官選舉的各項選務工作，如候選人提名、選委選舉、投票程序等。
- 2009年2月1日：時任行政長官何厚鏵簽署第 52/2009號批示，委任終審法院法官朱健為新一屆選管會主席，與檢察院助理檢察長馬翊、初級法院合議庭主席馮文莊、行政暨公職局局長朱偉幹和新聞局局長陳致平等共5人就任。[5]
- 2019年6月13日：選管會主席率團考察投票站設置情況，為澳門行政長官和選委會選舉做準備工作。[6]
- 2023年12月27日：《行政長官選舉法》經修訂（第 20/2023號），強化選管會在候選人資格核實、選務指引制定及違規審查方面之權限，並規範其管理選舉流程的法律地位。[7][8][9]
- 2024年4月8日：時任行政長官賀一誠以第 58/2024號批示重新委任選管會新成員，並由宋敏莉擔任主席；同日亦以第 14/2024號行政命令正式公布2024年8月11日為選委會選舉日。[10]
- 2024年7月–8月：「第六屆選委會」選舉順利完成，選管會頒布投票與提名指引、審核候選人資格、安排投票站與時間、公布投票結果，投票率與有效票比例均創新高。[11]

## 現任成員
根據2024年4月8日刊登於《澳門特別行政區公報》第58/2024號行政長官批示，行政長官選舉管理委員會由一名主席與四名委員組成，任期至2028年12月31日，成員為：
- 主席：宋敏莉（終審法院法官，由2024年4月8日起任職）
- 委員：
  - 米萬英（檢察院助理檢察長）
  - 盛銳敏（第一審法院合議庭主席）
  - 吳惠嫻（行政公職局局長）
  - 陳露（新聞局局長）

## 權限
根據《行政長官選舉法》（第3/2004號法律）及官方公布，行政長官選舉管理委員會（選管會）具有以下法定權限：
- 統籌選舉流程：負責領導及推行行政長官選舉委員會（即選委會）委員選舉與行政長官選舉，作為主管實體主持投票工作，並訂定選舉的地點與投票時間。
- 說明與裁定選務爭議：就選委會委員與行政長官選舉的相關事宜提供權威解釋，並發出對《行政長官選舉法》具法律約束力之指引，包括候選人競選活動規範。
- 監察選舉合法進行：全程監督選舉程序，確保遵守法律規定，如有違法或違規，會通報有關執法部門處理。
- 資格審查與取消資格：
  - 審查選委會委員選舉候選人的資格與提名程序，確定候選人資格並可決定取消資格；
  - 持續核實已當選委員是否仍符合法定資格，並可作出喪失資格決定；
  - 同樣程序亦適用於行政長官候選人，審核其資格並決定是否接納其參選資格。
- 監察選舉財務：調查和審查行政長官候選人的選舉收支，確保收入與開支符合規範，以防止的不當資金操作。
- 公布選舉結果與報告建議：編製並公佈官方選舉結果，選舉結束後向行政長官提交最終報告，並提出改善選務建議。